# アルト・セルメンツァ
アルト・セルメンツァ（伊: Alto Sermenza）は、イタリア共和国ピエモンテ州ヴェルチェッリ県にある、人口約200人の基礎自治体（コムーネ）。
2018年1月1日にリーマ・サン・ジュゼッペとリマスコが合併して発足した。

## 地理

### 位置・広がり
| 隣接するコムーネは以下の通り。括弧内のVBはヴェルバーノ・クジオ・オッソラ県所属を示す。 - アラーニャ・ヴァルセージア - ボッチョレート - カルコーフォロ - フォベッロ - マクニャーガ (VB) - モッリア - ロッサ |